# Clark Smith
Clark Smith (Atlanta, 17 aprile 1995) è un nuotatore statunitense.

## Carriera
Seppur nuotando solo in batteria, ha fatto parte della squadra olimpica americana che nel 2016 ha trionfato nella 4x200m stile libero ai Giochi di Rio de Janeiro.

## Palmarès
- Giochi olimpici estivi

Rio de Janeiro 2016: oro nella 4x200m sl.
- Mondiali

Budapest 2017: bronzo nella 4x200m sl.